# Squamatinia algharbica
Squamatinia algharbica, comummente conhecido como peixinho-de-prata-gigante, é uma espécie de nicoletídeo (tisaruno) cavernícola que habita as cavernas do Algarve. 
Este animal exibe uma extraordinária tendência para o gigantismo, de tal sorte que é, com 3 cm de comprimento, o maior insecto terrestre subterrâneo da Europa e o segundo maior tisanuro cavernícola do mundo.
Crê-se que tem uma dieta não carnívora.

## Etimologia
Do que toca ao nome científico desta espécie:
- Quanto ao nome genérico, Squamatinia, o mesmo resulta da aglutinação do étimo latino squāma[4], que significa escama e das últimas silabas do nome do género mais próximo deste, Coletinia.[5]
- Quanto ao epíteto específico, algharbica, por alusão ao Algarve.                                  .

Do que toca ao nome comum «peixinho-de-prata-gigante», este vem por alusão à espécie Lepisma saccharina, comummente conhecida como «peixinho-de-prata» , devido às semelhanças físicas entre as duas espécies e às grandes dimensões, comparativas, da Squamatinia algharbica.

## Adaptações à vida nas grutas
Este insecto apresenta adaptações morfológicas extremas à vida no meio subterrâneo, sendo classificado como troglóbio (verdadeiro habitante das cavernas). É desprovido de olhos, de pigmento corporal, tem o corpo coberto de escamas e é dotado de umas enormes antenas e cercos, para se poder orientar na ausência de luz. Todo o seu ciclo de vida se desenvolve no subsolo, já que não consegue sobreviver no exterior.

## Sistemática
A espécie Squamatinia algharbica pertence à família Nicoletiidae e é um género monoespecífico endémico do meio subterrâneo do Algarve. Esta espécie está aparentada com nicoletídeos da américa central e é um género próximo de "Coletinia" e "Lepidospora".

## Ecossistema
Este animal habita as grutas do Algarve, de Este a Oeste do barrocal, partilhando o seu habitat com outras espécies cavernícolas como o pseudoescorpião-gigante Titanobochica magna, que se crê que poderá ser o seu predador, ou o dipluro Litocampa mendesi.

## Descoberta e descrição
A nova espécie Squamatinia algharbica Mendes & Reboleira, 2012, foi descoberta no início de 2009 pela bióloga portuguesa Ana Sofia Reboleira no âmbito do seu doutoramento em fauna cavernícola de Portugal e foi descrito em 2012 pelo entomólogo Luís F. Mendes e Sofia Reboleira na revista científica da especialidade Zootaxa.
O material típico desta espécie encontra-se nas colecções de Sofia Reboleira, Instituto de Investigação Científica e Tropical, Departamento de Biologia Animal da Universidad de La Laguna, Museu de História Natural de Londres, Universitat Autònoma de Barcelona, Museu de História Natural de Genève, Museum Nacional de História Natural de Paris, Museu Valenciano de História Natural, Museu de História Natural de Nova York, Universidade de Alcalá, Universidad de Córdoba e no Museu de História Natural de Munique.